# Billy Swan
William Lance (Billy) Swan (Cape Girardeau, Missouri, 12 mei 1942) is een Amerikaanse zanger, producer en liedjesschrijver. Hij is vooral bekend vanwege zijn wereldwijde hit "I Can Help" uit 1974.

## Carrière
Swans doorbraak kwam in 1962, toen Clyde McPhatter met het door Swan geschreven "Lover Please" een top 10-hit had in de Verenigde Staten. Daarna waren Swans liedjes minder succesvol, totdat hij de kans kreeg bij Monument Records om platen te producen. Swan producede hier onder andere drie albums van Tony Joe White, met daarop "Polk Salad Annie", een top 10-hit.
Kris Kristofferson, een vriend van Swan, bracht een lp uit en voor zijn tour had hij nog iemand nodig voor de basgitaar. Swan leerde in drie dagen bas spelen, en vergezelde Kristofferson anderhalf jaar op diverse optredens door de Verenigde Staten. Toen Swan terugkwam van de tour ging hij weer de studio in voor Monument Records, maar nu voor het eerst om zelf te zingen. Hij werd direct succesvol met zijn album en gelijknamige hit "I Can Help". Na twee Europese tours bracht Swan zijn tweede album uit: "Rock 'n' Roll Moon". Het lied "Everything's The Same (Ain't Nothing Changed)" van de plaat werd eveneens een hit, maar niet zo groot als "I can help".
In de jaren 80 nam Swan nog verschillende albums op, met diverse bands, maar hij wist het succes van zijn eerste album niet te evenaren.
Billy Swan is opgenomen in de Rockabilly Hall of Fame.

## Familie
Billy Swan is getrouwd en heeft twee dochters, Planet Swan en Sierra Swan. Beide dochters zijn zangeres.

## Discografie

### Albums
| Jaar | Titel                 | Label                | Opmerkingen |
| ---- | --------------------- | -------------------- | ----------- |
| 1974 | I Can Help            | Monument             |             |
| 1975 | Rock 'n' Roll Moon    | Monument             |             |
| 1975 | I Can Help            | Monument             | (LP, Album) |
| 1976 | Billy Swan            | Monument             |             |
| 1977 | Four                  | Monument             |             |
| 1978 | You're O.K., I'm O.K. | A&M Records          |             |
| 1982 | I'm Into Lovin' You   | Epic Records         | (LP)        |
| 2000 | Like Elvis Used To Do | Audium Entertainment | (CD, Album) |

### NPO Radio 2 Top 2000
| Nummer met noteringen in de NPO Radio 2 Top 2000 | '99  | '00  | '01  | '02  | '03 | '04  |
| ------------------------------------------------ | ---- | ---- | ---- | ---- | --- | ---- |
| I Can Help                                       | 1640 | 1324 | 1286 | 1657 | -   | 1978 |

1. ↑  Een '-' betekent dat het nummer niet was genoteerd en een vetgedrukt getal geeft de hoogste notering aan.
2. ↑  Deze tabel is bijgewerkt tot en met de laatste editie (2024).

## Referentie
1. ↑  Biografie op rockabillyhall.com. Gearchiveerd op 20 december 2014. Geraadpleegd op 16 januari 2009.

- Bibliothèque nationale de France: cb13924469k (data)
- Gemeinsame Normdatei: 134571134
- International Standard Name Identifier: 0000 0000 6311 2465
- Library of Congress Control Number: n91078136
- MusicBrainz: fa1a5b71-965b-4f4f-bc93-d7920889e335
- Nederlandse Thesaurus van Auteursnamen: 100940722
- Virtual International Authority File: 74039665
- WorldCat: E39PBJqk8WvVy79b7VjpvY7T73